# Puer algericus
Puer algericus är en insektsart som beskrevs av Van der Weele 1909. Puer algericus ingår i släktet Puer och familjen fjärilsländor. Inga underarter finns listade i Catalogue of Life.